# Paris Jackson
Paris-Michael Katherine Jackson (Beverly Hills, California, 3 de abril de 1998) es una modelo, actriz y cantante estadounidense. Es la segunda y única hija de Michael Jackson y Debbie Rowe.
En 2020, Jackson firmó un contrato con Republic Records. Su primer sencillo, «Let Down», fue publicado el 29 de octubre de 2020. Su álbum debut, Wilted, fue publicado el 13 de noviembre de 2020.

## Biografía

### 1998-2009: Primeros años

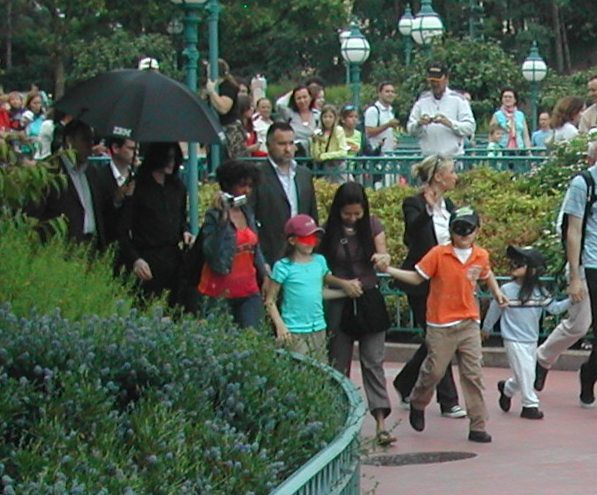
Paris, Michael Jr (Prince) y Prince Michael II (Blanket), cuando eran niños (en 2006, en primer plano de izquierda a derecha)

Paris Jackson nació el 3 de abril de 1998 en la Clínica Médica Spaulding Pain en Beverly Hills, California, y recibió su nombre de la capital francesa en la que fue concebida. Su nombre también proviene de una promesa que su padre, su tía La Toya y Kathy Hilton hicieron cuando eran más jóvenes de que si tenían una hija, la llamarían Paris. Es la hija mediana y única del cantante Michael Jackson y la hija menor de Debbie Rowe. Tiene un hermano mayor llamado Michael Joseph Jackson, Jr. ("Prince") y un medio hermano menor llamado Prince Michael Jackson II ("Bigi", anteriormente conocido como "Blanket"). Paris fue criada únicamente por su padre, quien recibió todos los derechos de custodia tras su divorcio y el de Rowe en 2000; Rowe había declarado que era su intención y acordó con Michael que él criaría y tendría la custodia de los niños. Los informes alegaron que la relación fue una transacción "económica" para Rowe, ya que Jackson quería un bebé. Creció en Neverland Ranch con sus hermanos. Debido a la relación con su padre, Elizabeth Taylor y Macaulay Culkin fueron sus padrinos, tanto de ella como de su hermano Prince. Durante su infancia, ella y sus hermanos solían usar máscaras durante las salidas públicas con su padre para ocultar sus rostros del público y la prensa.
Cuando Michael Jackson murió inesperadamente el 25 de junio de 2009, ella y sus hermanos quedaron al cuidado de su abuela y su primo Tito Joe Jackson ("TJ"). El 7 de julio de 2009, durante el funeral televisado de su padre, Paris Jackson, que entonces tenía 11 años, concluyó el servicio diciendo: "Sólo quería decir que, desde que nací, papá ha sido el mejor padre que puedas imaginar". Consolada por sus tías, tíos y abuela, continuó: "Y solo quería decirle que lo amo mucho", antes de romper en llanto y arrojarse a los brazos de la tía Janet Jackson.

### 2010-2018: comienzos de su carrera
En 2010, Jackson y sus hermanos dieron una entrevista para Oprah Winfrey junto a su abuela Katherine y sus primos sobre la vida después de la muerte de su padre. Ella y su hermano Prince también aceptaron el premio Lifetime Achievement Award en los premios Grammy de 2010 en nombre de su padre. Jackson se matriculó en la Buckley School, una exclusiva escuela privada en Sherman Oaks, California, junto con su hermano Prince. Allí participó en fútbol bandera, softbol, y fue porrista.
En 2011, Jackson firmó para protagonizar la película de fantasía infantil Lundon's Bridge and the Three Keys, una historia adaptada de un libro escrito por Dennis Christen. Sin embargo, al final, la película no se produjo.
Jackson, sus dos hermanos Prince y Bigi y su abuela Katherine hicieron planes para producir un documental titulado Remembering Michael en memoria de su padre fallecido. Se esperaba que los costos asociados con la realización del proyecto se financiaran mediante la contribución de fanáticos a través del sitio de financiación colectiva FundAnything. Sin embargo, debido al revuelo de los fanáticos y los medios provocado por este método, Katherine decidió cerrar la campaña. En un adelanto del documental, Paris comentó que su padre le había prometido enseñarle su famoso movimiento de baile, el Moonwalk, pero nunca tuvo la oportunidad. Desde el cierre de la campaña en línea, no se han informado más actualizaciones sobre este proyecto.
En enero de 2017, Jackson apareció en la portada de Rolling Stone.
En marzo de 2017, Jackson firmó un contrato de modelaje con IMG Models. También en marzo, Jackson hizo su debut como actriz con un papel de estrella invitada en Star de FOX.
Jackson hizo su debut cinematográfico en Gringo en 2018.
Paris y el músico y cantante Gabriel Glenn formaron un dúo musical llamado The Soundflowers y realizaron su primer concierto en Canyon Sessions el 23 de junio de 2018, con las canciones originales "Daisy" e "In the Blue". Jackson canta y toca el ukelele mientras Glenn también canta y toca la guitarra acústica. The Soundflowers lanzaron su primer EP homónimo el 24 de junio de 2020.

### 2019-presente
El 24 de junio de 2019, víspera del décimo aniversario de la muerte de su padre, se confirmó que Jackson aparecería en la tercera temporada de la serie de televisión de VH1 Scream. Jackson luego apareció en Habit, representando a Jesucristo. Jackson también firmó un contrato con Republic Records. Su primer sencillo, «Let Down», fue publicado el 29 de octubre de 2020, así como el video musical de la canción. Su álbum debut, Wilted, fue publicado el 13 de noviembre de 2020.
En 2021 la canción «Notes on a ghost», interpretada por Paris Jackson y Gabriel Glenn, ganó el premio a la Mejor Música en los Top Indie Film Awards. La canción formó parte de la banda sonora de la película The Passenger que fue dirigida por Alexander Bruckner. El 22 de abril de 2021, se informó que Jackson se unió al elenco de la décima temporada de la serie antológica de terror de FX, American Horror Story en un papel no revelado. Interpretó a Maya en la primera historia de la serie derivada de American Horror Story, American Horror Stories, que se estrenó el 15 de julio de 2021.
El 12 de junio de 2022, Jackson asistió a la 75.ª edición de los premios Tony con su hermano Prince en apoyo del musical de Broadway MJ the Musical y el actor principal Myles Frost, quien ganó el premio Tony al mejor actor en un musical. Frost ganó el premio Tony por interpretar al padre de Jackson, Michael Jackson. MJ the Musical ganó un total de cuatro premios esa noche. Jackson y Prince presentaron una interpretación del musical. Ambos hermanos asistieron a la noche inaugural del musical en el Neil Simon Theatre de Nueva York junto con su primo TJ, hijo de Tito de los Jackson 5.
El 18 de febrero de 2022, Jackson compartió el EP Lost. El EP incluye una colaboración con Caamp llamada «Lost» y las canciones en solitario «Breathe Again» y «Never Going Back Again». En junio de 2022, Jackson lanzó el sencillo y el siguiente vídeo musical de «Lighthouse». El vídeo tiene una vibra grunge rock de los noventa que rinde homenaje a Nirvana y Kurt Cobain. El 28 de octubre de 2022, Jackson lanzó un sencillo titulado «Just You».

## Vida personal
Paris Jackson ha dicho que es multirracial, pero se considera negra y que su padre Michael la sumergió en la cultura afroamericana.
A los 15 años era adicta a las drogas intravenosas y había intentado suicidarse varias veces. Luego la enviaron a una escuela terapéutica en Utah, donde pasó su segundo y tercer año de secundaria, y a la que originalmente atribuyó el mérito de haberla ayudado a superar la depresión. Sin embargo, en octubre de 2020, Jackson reveló que la escuela en realidad la había sometido a ella y a los demás estudiantes a un abuso generalizado. La revelación se produjo en respuesta al documental de Paris Hilton This Is Paris, en el que Hilton describe haber sido abusada verbal, física y sexualmente en Provo Canyon School, una escuela terapéutica en Provo, Utah. Jackson publicó en su cuenta de Instagram : “Estoy con @ParisHilton y todos los sobrevivientes... Como una niña que también fue a un 'internado' de modificación de conducta durante casi dos años cuando era adolescente, y desde entonces me han diagnosticado trastorno de estrés postraumático a causa de ello, y sigo teniendo pesadillas y problemas de confianza, estoy con @ParisHilton y los demás supervivientes. Las otras chicas de las que todavía soy amiga hasta el día de hoy y que fueron al internado conmigo tienen los mismos síntomas de trastorno de estrés postraumático, pesadillas y problemas de confianza. Esto es abuso infantil... Comencemos con Provo y sigamos desde allí."
En marzo de 2019, TMZ publicó un artículo en el que se afirmaba que Jackson había intentado suicidarse cortándose las muñecas a principios de mes y que había sido sometida a internación psiquiátrica. La historia fue recogida por varios otros medios de comunicación. Jackson negó el intento de suicidio y escribió a TMZ en Twitter "Que se jodan, malditos mentirosos" y "mentiras, mentiras, mentiras, Dios mío, y más mentiras". El 16 de junio de 2021, Jackson apareció en el programa Red Table Talk de Facebook Watch, donde fue entrevistada por su amiga Willow Smith. Jackson dijo que experimenta trastorno de estrés postraumático como resultado de ser seguida por paparazzi, pero que desde entonces su salud mental ha mejorado y que ha encontrado formas de afrontarlo, como la música, la práctica de afirmaciones y la terapia.
El 13 de julio de 2018, en respuesta a una pregunta en su perfil de Instagram sobre si es bisexual, escribió: "Así lo llaman ustedes, así que supongo, pero quién necesita etiquetas". Más tarde añadió en Twitter: "Todo el mundo sabe desde hace años que salí del armario cuando tenía 14 años, WTF" y "¿Cuántas veces me he referido públicamente a la comunidad como 'mi compañero LGBTQ+'? Incluso en el escenario. He sido parte de la comunidad durante años. Incluso mencioné que me gustaban las chicas cuando tenía ocho años en un revista antes. Me han pillado besando chicas en público." Una vez más, añadió en su página de Instagram: "Y no soy bisexual, simplemente amo a las personas por las personas." En julio de 2020, Jackson habló sobre su sexualidad en su serie documental, Unfiltered: Paris Jackson & Gabriel Glenn, en la que Jackson declaró: "Nunca pensé que terminaría con un tipo; pensé que terminaría casándome con un chica o..." También afirmó que "ha salido con más mujeres que hombres" pero que "no me consideraría bisexual porque he salido con más que sólo hombres y mujeres; he salido con un hombre que tenía una vagina." Jackson se niega a etiquetar su orientación sexual.
El 31 de mayo de 2020, Jackson se unió a las protestas tras el asesinato de George Floyd en solidaridad con Black Lives Matter. Publicó una foto de ella misma en Instagram sosteniendo un cartel que decía "Paz, Amor, Justicia". Jackson es embajador de la Fundación Elizabeth Taylor contra el SIDA y de la Fundación Heal Los Angeles. Comenzó a modelar para hacer crecer su plataforma y llamar más la atención sobre el activismo.
Desde finales del 2022, mantiene una relación con el músico y compañero de banda Justin Long, el cual se comprometieron en matrimonio el 6 de diciembre de 2024.

## Discografía

### Álbumes de estudio
| Título | Detalles del álbum                                                                                         |
| ------ | --- |
| Wilted | - Publicado: 13 de noviembre de 2020 - Sello: Republic Records - Formatos: CD, Descarga digital, streaming |

### EP
| Título                                            | Detalles del álbum                                                                                   |
| ------------------------------------------------- | --- |
| The Soundflowers (Como parte de The Soundflowers) | - Publicado: 23 de junio de 2020 - Etiqueta: autoeditado - Formatos: Descarga digital, streaming     |
| the lost ep                                       | - Publicado: 18 de febrero de 2022 - Sello: Republic Records - Formatos: Descarga digital, streaming |

### Sencillos
| Título       | Año  | Álbum  |
| ------------ | ---- | ------ |
| «Let Down»   | 2020 | Wilted |
| «lighthouse» | 2022 |        |
| «just you»   | 2022 |        |
| «bandaid»    | 2023 |        |

### Apariciones de invitados
| Título                               | Año  | Otros artistas intérpretes o ejecutantes    | Álbum                    |
| ------------------------------------ | ---- | ------------------------------------------- | ------------------------ |
| «Running For So Long (House A Home)» | 2019 | Parker Ainsworth, Butch Walker, Jessie Payo | The Peanut Butter Falcon |
| «Low Key in Love»                    | 2021 | The Struts                                  |                          |

## Filmografía

### Película
| Año  | Título            | Papel           |
| ---- | ----------------- | --------------- |
| 2018 | Gringo            | Nelly           |
| 2021 | The Space Between | Cory            |
| 2021 | Habit             | Jesus           |
| 2022 | Sex Appeal        | Danica McCollum |

### Televisión
| Año  | Título                                   | Papel          | Notes                                         |
| ---- | ---------------------------------------- | -------------- | --------------------------------------------- |
| 2003 | Living with Michael Jackson              | Ella misma     | Documental especial de televisión             |
| 2003 | Michael Jackson's Private Home Movies    | Ella misma     | Documental especial de televisión             |
| 2009 | Funeral de Michael Jackson               | Ella misma     |                                               |
| 2010 | 52.ª edición de los Premios Grammy       | Ella misma     | Especial de televisión                        |
| 2010 | The Oprah Winfrey Show                   | Ella misma     |                                               |
| 2011 | The X Factor                             | Ella misma     |                                               |
| 2011 | The Ellen DeGeneres Show                 | Ella misma     | Episodio fechado: 15 de diciembre de 2011     |
| 2012 | Oprah's Next Chapter                     | Ella misma     | Episodio fechado: 11 de junio de 2012         |
| 2017 | 59.ª edición de los Premios Grammy       | Ella misma     | Especial de televisión                        |
| 2017 | Star                                     | Rachel Wallace | 4 episodios                                   |
| 2017 | 28th GLAAD Media Awards                  | Ella misma     | Especial de televisión                        |
| 2017 | The Tonight Show Starring Jimmy Fallon   | Ella misma     | Episodio fechado: 20 de marzo de 2017         |
| 2017 | 2017 MTV Video Music Awards              | Ella misma     | Especial de televisión                        |
| 2019 | Scream: Resurrection                     | Becky          | Episodio: "The Deadfast Club"                 |
| 2019 | Vogue                                    | Ella misma     | "Paris and Prince Jackson Get Ready Together" |
| 2020 | Jimmy Kimmel Live!                       | Ella misma     | Episodio fechado: 3 de diciembre de 2020      |
| 2021 | American Horror Stories                  | Maya           | 3 episodios                                   |
| 2022 | 75.a edición de los Premios Tony de 2022 | Ella misma     | Especial de televisión                        |
| 2022 | The Tonight Show Starring Jimmy Fallon   | Ella misma     | Episodio fechado: 21 de junio de 2022         |
| 2023 | Swarm                                    | Hailey         | Episodio: "Honey"                             |

### Videos musicales
| Año  | Título                 | Artista                           | Role        |
| ---- | ---------------------- | --------------------------------- | ----------- |
| 2016 | «She's Tight»          | Pantera de acero                  | Ella misma  |
| 2017 | «I Dare You»           | The xx                            | Adolescente |
| 2017 | «Dragonfly»            | Nahko and Medicine for the People | Ella misma  |
| 2018 | «Rescue Me»            | 30 Seconds to Mars                | Ella misma  |
| 2020 | «Your look (Glorious)» | The Soundflowers                  | Ella misma  |
| 2020 | «Let Down»             | Paris Jackson                     | Ella misma  |
| 2021 | «Eyelids»              | Paris Jackson y Andy Hull         | Ella misma  |
| 2021 | «Low Key in Love»      | The Struts y Paris Jackson        | Ella misma  |
| 2022 | «Lighthouse»           | Paris Jackson                     | Ella misma  |

## Premios y nominaciones
| Año  | Otorgar               | Categoría                | Trabajar         | Resultado | Ref.   |
| ---- | --------------------- | ------------------------ | ---------------- | --------- | ------ |
| 2017 | Daily Front Row       | Premio Talento Emergente | Ella misma       | Ganadora  | [ 55 ] |
| 2017 | Teen Choice Awards    | Modelo seleccionada      | Ella misma       | Nominada  | [ 56 ] |
| 2017 | Teen Choice Awards    | Elección femenina sexy   | Ella misma       | Nominada  | [ 56 ] |
| 2021 | Top Indie Film Awards | Mejor música             | The Soundflowers | Ganadora  | [ 57 ] |